# Sielsowiet Porzecze (obwód brzeski)
Sielsowiet Porzecze (biał. Парэцкі сельсавет; ros. Поречский сельсовет) – sielsowiet na Białorusi, w obwodzie brzeskim, w rejonie pińskim, z siedzibą w Tobołkach.
Według spisu z 2009 sielsowiet Porzecze zamieszkiwało 1321 osób, w tym 1270 Białorusinów (96,14%), 36 Rosjan (2,73%), 11 Ukraińców (0,83%), 2 Polaków (0,15%) i 2 osoby innych narodowości.

## Miejscowości
- wsie:
  - Czemeryn
  - Olszanka
  - Porzecze
  - Tobołki